# WWF Fully Loaded
Pour les articles homonymes, voir Fully Loaded (homonymie).

Logo de Fully Loaded en 2000.

Fully Loaded était un pay-per-view de la WWF, qui s'est déroulé en juillet 1998 et se déroulait pendant deux années de plus. En 2001, il était remplacé par l'unique InVasion, pour finalement être remplacé définitivement par Vengeance en 2002.

## 1998
Fully Loaded 1998 s'est déroulé le 26 juillet 1998 au Selland Arena de Fresno, Californie.Cette édition était un WWF in Your House.
| #                                                          | Résultats                                                                                           | Stipulations                                                           | Commentaires | Durée |
| ---------------------------------------------------------- | --------------------------------------------------------------------------------------------------- | ---------------------------------------------------------------------- | --- | ----- |
| Dark match                                                 | Val Venis bat Jeff Jarrett (avec Tennessee Lee)                                                     | Match simple                                                           | - Venis a effectué le tombé sur Jarrett avec un roll-up. | 07:45 |
| 1                                                          | D'Lo Brown (avec The Godfather) bat X-Pac (avec Chyna)                                              | Match simple                                                           | - Brown a effectué le tombé sur X-Pac après un 'Lo Down. | 08:26 |
| 2                                                          | Faarooq et Scorpio battent Terry Funk et Justin Bradshaw                                            | Tag team match                                                         | - Scorpio a effectué le tombé sur Funk. | 06:49 |
| 3                                                          | Mark Henry bat Vader                                                                                | Match simple                                                           | - Henry a effectué le tombé sur Vader après un Big Splash. | 05:03 |
| 4                                                          | Disciples of Apocalypse (8-Ball et Skull) (avec Paul Ellering) battent L.O.D. 2000 (Hawk et Animal) | Tag team match                                                         | - DOA l'emportait quand Animal subissait le compte de trois. | 08:50 |
| 5                                                          | Owen Hart bat Ken Shamrock (avec Dan Severn en tant qu'arbitre spécial)                             | Dungeon match                                                          | - Owen l'emportait quand Shamrock était KO. - Ce match était tourné dans le Dongeon des Hart quelques jours auparavant. | 04:46 |
| 6                                                          | The Rock (c) a combattu Triple H (avec Chyna) dans un match nul à la suite d'une limite de temps    | Two Out of Three Falls match pour le WWE Intercontinental Championship | - Rock a effectué le tombé sur Triple H après un Rock Bottom (20:21) - Triple H a effectué le tombé sur Rock après que Chyna est intervenue et a porté un DDT (25:23) - La limite de temps a expiré juste après que Triple H a porté le Pedigree, Rock conservait le titre (30:00) | 30:00 |
| 7                                                          | Jacqueline bat Sable (avec Jerry Lawler en tant que Maître de cérémonie)                            | Bikini contest                                                         | - Sable à l'origine remportait le match, mais était plus tard disqualifiée pour ne pas avoir bien mis son bikini. | N/A   |
| 8                                                          | The Undertaker et Steve Austin battent Kane et Mankind (c)                                          | Tag team match pour le WWF Tag Team Championship                       | - Undertaker a effectué le tombé sur Kane après un Tombstone Piledriver. | 18:08 |
| (c) désigne le champion défendant son titre dans le match. | |                                                                        | |       |

## 1999
Fully Loaded 1999 s'est déroulé le 25 juillet 1999 au Marine Midland Arena de Buffalo, New York.
| #                                                          | Résultats                                                                                     | Stipulations                                                     | Commentaires | Durée |
| ---------------------------------------------------------- | --------------------------------------------------------------------------------------------- | ---------------------------------------------------------------- | --- | ----- |
| Sunday Night Heat match                                    | Val Venis bat Joey Abs                                                                        | Match simple                                                     | - Venis a effectué le tombé sur Abs. | 03:16 |
| Sunday Night Heat match                                    | The Godfather bat Meat                                                                        | Match simple                                                     | - Godfather a effectué le tombé sur Meat. | 02:06 |
| Sunday Night Heat match                                    | Christian bat Viscera                                                                         | Match simple                                                     | - Christian a effectué le tombé sur Viscera. | 02:43 |
| 1                                                          | Jeff Jarrett (avec Debra) bat Edge (c)                                                        | Match simple pour remporter le WWF Intercontinental Championship | - Jarrett a effectué le tombé sur Edge après un Stroke. - Gangrel est intervenu pendant le match, mais Edge lui a renversé du sang dessus. Alors que Edge devait gagner le match, Gangrel lui porta un neckbreaker et cela permit à Jarrett de faire le Stroke et le tombé. | 13:20 |
| 2                                                          | The Acolytes (Faarooq et Bradshaw) battent Michael Hayes et The Hardy Boyz (c) (Matt et Jeff) | Handicap match pour le WWF Tag Team Championship                 | - Bradshaw a effectué le tombé sur Hayes après un Double Powerbomb. | 10:59 |
| 3                                                          | D'Lo Brown bat Mideon (c)                                                                     | Match simple pour le WWF European Championship                   | - Brown a effectué le tombé sur Mideon après un 'Lo Down. | 07:00 |
| 4                                                          | The Big Boss Man bat Al Snow (c)                                                              | Match simple pour le WWF Hardcore Championship                   | - Boss Man a efefctué le tombé sur Snow après l'avoir frappé avec une barre en métal. | 10:30 |
| 5                                                          | The Big Show bat Kane (avec Hardcore Holly en tant qu'arbitre spécial)                        | Match simple                                                     | - Big Show a effectué le tombé sur Kane après un Chokeslam. | 08:18 |
| 6                                                          | Ken Shamrock bat Steve Blackman                                                               | Iron Circle match                                                | - Shamrock l'emportait par KO après avoir étranglé Blackman avec une chaîne en fer. | 03:57 |
| 7                                                          | Road Dogg et X-Pac battent Mr. Ass et Chyna                                                   | Tag team match                                                   | - Road Dogg a effectué le tombé sur Mr. Ass après un Pumphandle Drop pour remporter les droits sur le nom DX. | 11:36 |
| 8                                                          | Triple H bat The Rock                                                                         | Strap match                                                      | - Triple H a effectué le tombé sur Rock après un Pedigree pour remporter une chance au WWE Championship à SummerSlam. | 19:23 |
| 9                                                          | Steve Austin (c) bat The Undertaker                                                           | First Blood match pour le WWF Championship                       | - Austin l'emportait quand l'Undertaker commençait à saigner. Résultat, Vince McMahon ne pouvait plus apparaître dans les programmes de la WWF. - Si Austin perdait, il ne pouvait plus catcher pour le WWF Championship.                                                   | 16:00 |
| (c) désigne le champion défendant son titre dans le match. |                                                                                               |                                                                  | |       |

- Anecdote : C'est le premier pay-per view de 1999 au cours duquel les autres catcheurs, qui n'avaient pas eu de titre, gagnent comme D'lo Brown qui avait échoué avec son partenaire Mark Henry à St Valantine day Massacre en février et Meme à Wrestlemania avec test contre Jeff Jarrett & Owen Hart et d'autres, car Brown ne pouvait pas être dans la division par équipe ce qui força d’être dans la division européenne. Meme à Jeff Jarrett pour sa revanche pour le titre intercontinental face à Edge le nouveau champion intercontinental aussi The Hardy Boyz comme nouveaux champions par équipe pour The Acolytes.

## 2000
Fully Loaded 2000 s'est déroulé le 23 juillet 2000 au Reunion Arena de Dallas, Texas.
| #                                                          | Résultats                                                                             | Stipulations                                               | Commentaires | Durée |
| ---------------------------------------------------------- | ------------------------------------------------------------------------------------- | ---------------------------------------------------------- | --- | ----- |
| 1                                                          | The Hardy Boyz et Lita battent T & A (Test et Albert) et Trish Stratus                | Mixed tag team match                                       | - Lita a effectué le tombé sur Stratus après un moonsault. | 13:12 |
| 2                                                          | Tazz bat Al Snow                                                                      | Match simple                                               | - Tazz a fait abandonner Snow sur le Tazzmission. | 05:20 |
| 3                                                          | Perry Saturn (avec Terri) bat Eddie Guerrero (c) (avec Chyna)                         | Match simple pour le WWF European Championship             | - Saturn a effectué le tombé sur Guerrero après un Diving Elbow Drop. | 08:10 |
| 4                                                          | The Acolytes (Faarooq et Bradshaw) battent Edge et Christian (c) par disqualification | Tag team match pour le WWF Tag Team Championship           | - Edge et Christian étaient disqualifiés après que Edge a frappé Faarooq avec une ceinture par équipe, Edge et Christian conservaient les titres. | 05:29 |
| 5                                                          | Val Venis (c) bat Rikishi                                                             | Steel cage match pour le WWF Intercontinental Championship | - Venis a effectué le tombé sur Rikishi après que Tazz l'a frappé avec une caméra. | 14:10 |
| 6                                                          | The Undertaker bat Kurt Angle                                                         | Match simple                                               | - Undertaker a effectué le tombé sur Angle après un Last Ride. | 07:34 |
| 7                                                          | Triple H bat Chris Jericho                                                            | Last Man Standing match                                    | - Triple H l'emportait quand Jericho ne pouvait plus se relever après avoir subi une suplex à travers une table de commentateur. | 23:11 |
| 8                                                          | The Rock (c) bat Chris Benoit                                                         | Match simple pour le WWF Championship                      | - Rock a effectué le tombé sur Benoit après un Rock Bottom dans un match où le titre pouvait changer de mains par disqualification. - Il y'avait de la controverse quand le Rock était disqualifié, ce qui voulait dire que Benoit remportait le titre, mais le Commissionaire Mick Foley venait et ordonnait de recommencer le match. | 22:09 |
| (c) désigne le champion défendant son titre dans le match. |                                                                                       |                                                            | |       |